# Кульяте-Фаб'яско
Кульяте-Фаб'яско (італ. Cugliate-Fabiasco) — муніципалітет в Італії, у регіоні Ломбардія,  провінція Варезе.
Кульяте-Фаб'яско розташоване на відстані близько 540 км на північний захід від Рима, 65 км на північний захід від Мілана, 15 км на північ від Варезе.
Населення — 3144 особи (2014).
Щорічний фестиваль відбувається 29 січня. Покровитель — San Giulio.

## Демографія
Населення за роками:

Станом на 1 січня 2023 року в муніципалітеті офіційно проживало 175 іноземців з 29 країн, серед них 63 громадяни країн Євросоюзу та 2 громадяни України.

## Сусідні муніципалітети
- Кадельяно-Віконаго
- Кременага
- Куассо-аль-Монте
- Кунардо
- Грантола
- Маркіроло
- Монтегрино-Вальтравалья
- Вальганна